# Festival de Cinema de Tampere
O Festival de Cinema de Tampere (em finlandês: Tampereen elokuvajuhlat) é um festival de curtas-metragens que ocorre anualmente em março, na cidade finlandesa de Tampere.
A primeira edição do Festival de Cinema de Tampere ocorreu em 1969, sendo o festival de curtas-metragens mais antigo da Escandinávia. Exibe anualmente mais de 500 curtas-metragens, havendo também muitos seminários e outras atividades em torno do festival.